# Koren Habdjia
Koren Habdjia (auch: Kore Habdjia, Koren Abjia, Koren Habjia, Korin Abjia, Korin Habjia) ist ein Dorf in der Stadtgemeinde Mayahi in Niger.

## Geographie
Das von einem traditionellen Ortsvorsteher (chef traditionnel) geleitete Dorf liegt am linken Ufer des Trockentals Goulbin Kaba. Es befindet sich rund 18 Kilometer westlich des urbanen Zentrums von Mayahi, der Hauptstadt des gleichnamigen Departements Mayahi, das zur Region Maradi gehört. Weitere Siedlungen in der Umgebung von Koren Habdjia sind Guilguigé im Nordwesten, Gamouza im Nordosten, Warzou, Sarkin Haoussa und Maï Tsakoni im Südosten sowie Mallamawa Kaka im Südwesten.
Es herrscht das Klima der Sahelzone vor, mit einer durchschnittlichen jährlichen Niederschlagsmenge zwischen 300 und 400 mm.

## Bevölkerung
Bei der Volkszählung 2012 hatte Koren Habdjia 1346 Einwohner, die in 143 Haushalten lebten. Bei der Volkszählung 2001 betrug die Einwohnerzahl 1163 in 144 Haushalten und bei der Volkszählung 1988 belief sich die Einwohnerzahl auf 1134 in 156 Haushalten.
Die Zone entlang des Trockentals gehört zu den am dichtesten besiedelten und zugleich zu den ärmsten Nigers, mit erhöhter Unterernährung.

## Wirtschaft und Infrastruktur
Im Dorf ist ein Gesundheitszentrum des Typs Centre de Santé Intégré (CSI) vorhanden. Der CEG Koren Habdjia ist eine Schule der Sekundarstufe des Typs Collège d’Enseignement Général. In der Siedlung wird Saatgut für Augenbohnen, Hirse und Sesam produziert. Eine Getreidebank wurde in den 1980er Jahren etabliert. Durch Koren Habdjia verläuft die 129,6 Kilometer lange Nationalstraße 37 zwischen Kornaka und Tessaoua. Es handelt sich in diesem Abschnitt um eine einfache Erdstraße.